# 加トちゃんケンちゃん
加トちゃんケンちゃん（かトちゃんケンちゃん）とは、ザ・ドリフターズ所属のコメディアンである加藤茶と志村けんの2人を示す名称である。加トケンと略される事もある。正式なコンビではない。
『8時だョ!全員集合』終了後、1986年1月11日に彼らをメインに据えた『加トちゃんケンちゃんごきげんテレビ』が始まった。
2020年3月29日、志村の死去に伴い事実上コンビ解消。

## 主な出演番組
- 加トちゃんケンちゃんごきげんテレビ
- クイズダービー　1986年4月5日に上記の番組として出演。
- 加トちゃんケンちゃんエープリル・フール!!（1987年4月1日、テレビ朝日）、生放送
- 加トちゃんケンちゃんおいしい生放送!（1987年10月7日、テレビ朝日）
- 加トちゃんケンちゃん光子ちゃん1987-1994
- 加トちゃんケンちゃん ファンタジーワールド（1989年1月3日、TBS）
- 加トちゃんケンちゃんスペシャル1989-1991
- TOKYODOMEオールスター夢の球宴（CX)1989年11月12日
- KATO&KENテレビバスターズ1992
- CHA2KEN-TV（CX)　1997年10月4日～1998年3月
- 加トちゃんケンちゃんドリフの全て見せますスペシャル2004

## テレビゲーム
- カトちゃんケンちゃん